# Puikujaure (Karesuando socken, Lappland, 763330-169694)
Puikujaure är en sjö i Kiruna kommun i Lappland och ingår i Torneälvens huvudavrinningsområde. Sjön har en area på 0,446 kvadratkilometer och ligger 677,7 meter över havet. Puikujaure ligger i Torne och Kalix älvsystem Natura 2000-område.

## Delavrinningsområde
Puikujaure ingår i det delavrinningsområde (763340-169668) som SMHI kallar för Utloppet av 763465-169654. Medelhöjden är 694 meter över havet och ytan är 5,13 kvadratkilometer. Räknas de 46 avrinningsområdena uppströms in blir den ackumulerade arean 296,72 kvadratkilometer. Råstätno som avvattnar avrinningsområdet har biflödesordning 3, vilket innebär att vattnet flödar genom totalt 3 vattendrag innan det når havet efter 486 kilometer. Avrinningsområdet består mestadels av kalfjäll (80 procent). Avrinningsområdet har 1,01 kvadratkilometer vattenytor vilket ger det en sjöprocent på 19,7 procent.